# L'Impossible Alibi
Pour plus de détails, voir Fiche technique et Distribution.
L'Impossible Alibi (The Last Innocent Man) est un téléfilm américain réalisé par Roger Spottiswoode, diffusé en 1987.

## Synopsis
Harry Nash est un brillant avocat qui profite du moindre doute pour innocenter ses clients. Une femme qui l'a séduit lui demande de défendre son mari, bravant en cela les règles du barreau...

## Fiche technique
- Autre titre français : Le Dernier Innocent
- Scénario : Dan Bronson, d'après le roman de Phillip M. Margolin
- Durée : 109 min
- Pays :  États-Unis
- Langue : anglais
- Couleur
- Aspect Ratio : 1.33 : 1
- Son : stéreo

## Distribution
- Ed Harris (VF : Bernard Tiphaine) : Harry Nash
- Roxanne Hart : Jenny Stafford
- Bruce McGill : Burt Matson
- Darrell Larson : Philip Stafford
- Clarence Williams III : D.J. Johnson
- Rose Gregorio : Monica Powers
- Robert Lesser : Jerry Landau
- Joe Mays : Lester Grimes
- Meshach Taylor : Crosby
- Charles Lampkin : Juge Clement Autley